# Charras (Córdoba)
Charras es una localidad situada en el departamento Juárez Celman de la provincia de Córdoba, Argentina. Dista a 242 km de la capital provincial. 

## Población
Cuenta con 1270 habitantes (Indec, 2022), lo que representa un incremento del 14% frente a los 1088 habitantes (Indec, 2010) del censo anterior.
| Gráfica de evolución demográfica de Charras entre 1991 y 2022 |
|                                                               |
| Fuente: Censos nacionales del INDEC                           |